# 獎門人系列
獎門人（英語：Super Trio Series）是無綫電視自1995年推出的系列遊戲節目，旨在娛樂現場及家庭觀眾之餘，致力發掘可用於派對大型遊戲。承襲運財智叻星，主持服裝造型更加荒誕、充滿低級趣味惡整。每集邀請藝人嘉賓分隊比賽贏取獎品，過程中往往不顧形象狼狽奮身、展現平時在鏡頭前不會展示的一面，讓觀眾捧腹大笑。

## 概要
最初於每週三播映，因大受歡迎定檔假日黃金時段。一般形式每星期一集，45分鐘（不連廣告）；但亦曾因為電視台救亡收視，而臨時設在星期一至五，每晚錄製30分鐘。系列沿用《●●●●獎門人》命名，遊戲環節以「●●●●★★★」稱呼（註：「●●●●」為前綴，「★★★」為環節名稱），如「超級無敵馬拉松」。但亦有例外，比如《驚天動地獎門人》裡「一家大細靠晒你」。
2000年代，廣東南方電視台曾購入前五輯的播映權，在旗下綜藝頻道《超級搞搞震》節目內原聲播出。

### 沿革
1995年推出超級無敵獎門人（Movie Buff Championship）遊戲節目由「獎門人」、配搭兩位「獎老」（採用「掌門人」、「長老」作諧音），由曾志偉，率領陳小春、林曉峰主持。首輯後期小春決定歌影視多棲發展，由錢嘉樂補替，曾林錢三人組合成為固定班底。
1997年起播出的遊戲節目超級無敵獎門人之再戰江湖（Movie Buff Championship (Sr. 2)），「獎門人」、配搭兩位「獎老」，分別為「掌門人」和「長老」諧音。由曾志偉，率領林曉峰、錢嘉樂主持。
1998年起播出天下無敵獎門人（The Super Trio Show）。節目由「獎門人」曾志偉及兩位「獎老」林曉峰及錢嘉樂主持。
1999年，無綫電視慣性收視被亞洲電視外購劇集《還珠格格》搶去，驚天動地獎門人（第四輯）（The Super Trio Mega Show）臨危受命，逢星期一至五、連廣告30分鐘錄影播出，並增設「獎姐」主持蘭茜、歐倩怡。
2000年起播出宇宙無敵獎門人（Super Trio Show (Sr. 2)）遊戲節目，獎門人系列第五輯。由「獎門人」曾志偉及二位「獎老」林曉峰、錢嘉樂主持
2002年起播出吾係獎門人（A Trio Delights）遊戲節目，「獎門人」曾志偉及兩位「獎老」林曉峰及錢嘉樂主持。
2004年，曾志偉宣佈繼續無敵獎門人（第七輯）（The Super Trio Continues）為終極大典，但一如他多年以來說好不做、後又復出，「獎門人」系列於3年多後再度歸來。
2008年，鐵甲無敵獎門人（第八輯）（Super Trio Supreme），以機械人為形象主題，高清製作迎來全新視覺。因林曉峰已過檔ATV，主持空缺由阮兆祥、王祖藍一同分擔，口碑不錯。惟後來二人與李思捷，在汪明荃旗下組成全新綜藝荃加福祿壽，在多方面大受歡迎，甚至北上發展。至此，獎門人每輯都嘗試更新班底。
2010年，超級遊戲獎門人（第九輯）（Super Trio Game Master）的新獎老為金剛、江欣燕、王志安@EO2。第十輯則是歷代獎老輪流回歸。因從首輯至今，錢嘉樂留守時間最長，被外界讚譽是最重情義的主持人，一眾新獎老亦紛紛尊稱其為「大師兄」。
2013起播出超級無敵獎門人 終極篇（Super Trio Maximus）遊戲節目，曾志偉率領九位歷代「獎老」錢嘉樂、林曉峰、金剛、阮兆祥、江欣燕、王祖藍、王志安、陳小春、蘭茜主持。
2022年，隨著曾志偉重返TVB，更受聘為「副總經理」約年餘，為重振昔日「大台」聲威，無綫電視節目巡禮宣佈製作獎門人開心萬歲，後正式名為開心無敵獎門人（第11輯）（Super Trio Returns）。除了曾錢拍檔、阮回朝，更加入青春系獎老麥美恩、吳嘉儀等。美其名慶祝香港小姐50週年、獎門人系列、回歸25週年、台慶55週年等多重紀念，但本節目實為27週年。
每輯節目均至少有兩位年輕藝人演出助手，進行遊戲時會輔助嘉賓或善後，減低意外發生。
歷年經典旁白，由配音員陳欣、招世亮、蘇強文等擔綱。

## 第一輯 - 超級無敵獎門人
當時接棒《運財智叻星》，由曾志偉擔任獎門人、陳小春、林曉峰、錢嘉樂擔任獎老。節目推出後大受歡迎，添食至31集。
- 播出期間：1995年12月20日至1996年7月17日（第1至4集為逢星期三晚上22:00-23:00，第5集為逢星期三晚上22:30-23:30）
- 主持：曾志偉、陳小春（1至19集）、林曉峰 、錢嘉樂（21至31集）
- 編審：陳自然
- 編導：陳金勝、錢國偉、黃家洪、劉錦基、葉沛華、劉玉儀
- 集數：31
- 曾出現遊戲：超級無敵估估吓、超級無敵寫大字、超級無敵畫公仔、超級無敵大電視、超級無敵兵乓波、超級無敵估歌仔、超級無敵HAI/KIN DO ZO、超級無敵馬拉松、超級無敵跑馬仔、超級無敵風火輪、超級無敵擲骰仔、超級無敵冬蔭功、超級無敵包剪揼、超級無敵氹氹轉、超級無敵神仙索、超級無敵偷喇偷喇偷喇、你死我活
- 節目由SONY新力香港有限公司及元綠壽司贊助。

## 特別版 - 台慶至叻獎門人
- 播出期間：1996年
- 主持：陳百祥、曾志偉

## 第二輯 - 超級無敵獎門人再戰江湖
- 播出期間：1997年5月28日至1997年11月5日（逢星期三晚上22:45-23:30）
- 主持：曾志偉、林曉峰、錢嘉樂
- 演出助手：馮曉文
- 曾出現遊戲：超級無敵食蛋卷、超級無敵夾死你、超級無敵彈彈吓、超級無敵排排坐、超級無敵唱衰你、超級無敵兵乓波、超級無敵估歌仔、超級無敵BUMP BUMP波、超級無敵箍橡筋、超級無敵射飛鏢、超級無敵飛拖鞋、超級無敵大電視、超級無敵畫公仔、超級無敵數金魚、超級無敵馬拉松、超級無敵包剪揼、超級無敵撞大板、超級無敵作故仔、超級無敵質蛋糕、超級無敵推車仔、超級無敵神仙索
- 節目由元綠壽司贊助。
- 集數：23
- 唯一一輯播放時間不足一小時的獎門人系列。

## 第三輯前 - 天下無敵獎門人之水陸大擊戰
本節目原以當時極受歡迎的女子組合「電波少女」為主題的純水上遊戲節目《超級電波少女水著大激鬥》，用以對撼當時亞洲電視的《亞洲小姐競選決賽》，但後來因亞視發生走光事件，令兩台抽起所有有關的節目，包括本節目。最後無綫電視把本節目重新制作，變成以「獎門人」作為包裝，再配以原有節目的片段而播出。而本節目名稱「天下無敵獎門人之水陸大激戰」亦與後來播出的「天下無敵獎門人」並無直接關係，主題曲、遊戲等亦沿用上一輯。
- 主持：曾志偉、林曉峰、錢嘉樂
- 監製：林嘉穎、衛世輝
- 編導：黃炳健
- 旁述：郭志權
- 曾出現遊戲：天下無敵大考驗、天下無敵連環夾、天下無敵水擂台、天下無敵彈彈吓、天下無敵騎牛牛、天下無敵估歌仔、天下無敵撞大板、天下無敵大電視、天下無敵浮台會、天下無敵兵乓波、天下無敵推車仔、天下無敵排排坐、天下無敵馬拉松、天下無敵飛拖鞋
- 嘉賓：
  - 電波少女隊（莫家堯、姚樂怡、梁雪湄、李慧萍、任港秀、汪曉文、梁珮盈、雷穎怡、翟佩雲）
  - 水着美戰士隊（黃澤鋒、袁彩雲、鍾麗淇、劉綽琪、潘芝莉、尤　程、周凱珊、劉倫寶、湯盈盈）

## 第三輯 - 天下無敵獎門人
- 播出期間：1998年10月11日至1999年4月11日（逢星期日晚上19:30-20:30）
- 主持：曾志偉、林曉峰、錢嘉樂
- 監製：衛世輝
- 編導：錢國偉
- 集數：26
- 主題曲：天下無敵我愛你
- 曾出現遊戲：天下無敵搵啖食、天下無敵夾死你、天下無敵爭櫈仔、天下無敵合家歡、天下無敵伏喱喱、天下無敵發噏風、天下無敵估歌仔、天下無敵兵乓波、天下無敵閂大閘、天下無敵邊個中、天下無敵大哂冷（後改為LOOK哂冷）、天下無敵唱歌仔、天下無敵BOM CHA CHA、天下無敵放飛機、天下無敵踢拖鞋、天下無敵大懲罰、天下無敵馬拉松
- 節目由麥當勞餐廳贊助。

## 第四輯前 - 番禺森美反斗樂園翻天覆地獎門人
- 主持：曾志偉、林曉峰、錢嘉樂

## 第四輯 - 驚天動地獎門人
為抗衡亞洲電視播映極受歡迎的《還珠格格》而臨時推出，一星期播出五集，並首次新增女主持人（稱「獎姐」，取「長者」的粵語諧音命名）蘭茜及歐倩怡。每天都播出不同篇，分別是驚天動地獎門人篇、天下無敵獎門人篇及超級無敵獎門人篇。主要是玩舊遊戲。
- 播出期間：1999年8月30日至1999年10月1日（逢星期一至五晚上20:30-21:30）
- 主持：曾志偉、林曉峰、錢嘉樂、蘭茜、歐倩怡
- 主題曲：驚天動地獎門人
- 曾出現遊戲：驚天動地噏乜鬼、驚天動地拍蛋蛋、驚天動地搵啖食、驚天動地閂大閘、驚天動地玩SIT UP、驚天動地剪大繩、驚天動地㩒到你停、一家大細靠晒你、驚天動地彈彈吓、驚天動地兵乓波、驚天動地排排坐
- 節目由維他奶贊助。
- 唯一一輯星期一至五播出的獎門人系列。

## 第五輯 - 宇宙無敵獎門人
- 播出期間：2000年10月29日至2001年2月4日（逢星期日晚上19:30-20:30）
- 主持：曾志偉、林曉峰、錢嘉樂
- 演出助手：區焯文（Amen）、劉蜀永（Bean）、岑寶兒、羅敏莊（第1集）
- 節目由康泰贊助。
- 曾出現遊戲：宇宙無敵運動會、宇宙無敵啖啖奶、宇宙無敵OISHII、宇宙無敵遊LIFT河、宇宙無敵吐欖核、宇宙無敵排排企、宇宙無敵扮唒嘢、宇宙無敵閂大閘、宇宙無敵無得頂
- 集數：17

本輯增加了「宇宙奇英」區焯文（Amen）、劉蜀永（Bean）及「電梯女郎」岑寶兒負責獎品。雖然本輯有新主題曲，卻用了天下無敵獎門人的主題曲作廣告舞，而在回顧節目《宇宙無敵獎門人最凸別笑版》中，亦多次出現《天下無敵獎門人》的片段。

## 慈善版 - 博愛獎門人百集慶典同歡樂
在红磡香港体育馆举行录影，以慈善捐款的形式结束，合共有21位艺人出席。
- 播出期間：2001年
- 主持：曾志偉、林曉峰、錢嘉樂、蘭茜、岑寶兒
- 編審：陳蕙蘭

## 第六輯 - 吾係獎門人
- 播出期間：2002年8月10日至2002年12月7日（逢星期六晚上20:30-21:30，第14及16集20:30-22:00）
- 主持：曾志偉、林曉峰、錢嘉樂
- 編導：劉宏基
- 演出助手：杜大偉、章志文、陳嘉露、劉若莉
- 曾出現遊戲：吾係講笑話、吾係世運會、吾係經典－閂大閘、吾係大搜查、吾係企起身、吾係指指下（第16集）、吾係開口中
- 集數：16

## 第七輯 - 繼續無敵獎門人
- 播出期間：2004年9月26日至2005年7月17日（逢星期日晚上20:30-21:30，第37集20:30-22:00，第38集20:00-21:30及22:30-23:00）
- 主持：曾志偉、林曉峰、錢嘉樂
- 主題曲：繼續無敵獎門人
- 曾出現遊戲：繼續無敵問乜嘢、繼續無敵石春路、繼續無敵大長碌、繼續無敵私人醒、繼續無敵搵啖食、繼續無敵不落閘、繼續無敵扮哂嘢、繼續無敵啖啖奶、繼續無敵開口中、繼續無敵pat碰pat、繼續無敵夾死你、繼續無敵估歌仔、繼續無敵馬拉松
- 嘉賓出場方式：小轉台、跳剪影舞
- 節目由四洲紫菜梳打餅贊助。

由於曾志偉當時對一直當「獎門人」一事覺得厭倦，希望為節目劃上句號，加上適逢獎門人系列十週年紀念，本輯在播放時，以「最後一輯」作為招徠。

最後兩集的節目名稱分別為《終極無敵獎門人十年大典》及《水著歡樂獎門人》與《興波作浪獎門人》。

## 第七輯後 - 繼續無敵獎門人不敗之謎
- 播出期間：2005年7月16日（星期六晚上22:30-23:00）
- 主持：林曉峰、錢嘉樂

## 特別版 - 太空至叻超級無敵獎門人 邁向07除夕倒數夜
- 播出期間：2006年12月31日
- 主持：陳百祥、林曉峰、錢嘉樂

## 第八輯前 - 獎門人取犀Game
- 播出期間：2008年3月9日至3月23日（逢星期日晚上20:30-21:30）
- 主持：曾志偉、錢嘉樂、王祖藍、阮兆祥
- 監製：陳志球
- 同行藝人：官恩娜、湯盈盈、袁彩雲、梁政珏、洪天明、姚樂怡

本輯為共3集的特別節目，被安排作為「鐵甲無敵獎門人」之前奏節目。節目名稱中的「犀」所指的是粵語口語「犀利」（即「厲害」）；「取犀Game」和「取西經」的粵語發音接近，意思是「到外地玩厲害、好玩的遊戲，作為日後節目遊戲環節的參考」，正好符合本節目的目的。其中在台灣時更擔任當地的1個綜藝節目《小氣大財神》的嘉賓，而且當集的嘉賓當中亦包括了曾志偉的前妻王美華，造就不少爆笑場面。

### 收視
以下為本劇於香港無綫電視翡翠台之收視紀錄：
| 集數 | 日期          | 平均收視 | 最高收視 |
| ---- | ------------- | -------- | -------- |
| 1    | 2008年3月9日  | 29點     | 30點     |
| 2    | 2008年3月16日 | 31點     | 33點     |
| 3    | 2008年3月23日 | 26點     |          |

## 第八輯 - 鐵甲無敵獎門人
- 播出期間：2008年3月30日 至2009年3月22日（第1至5集為星期日晚上20:30-21:30，第6集起改為21:00-22:00）
- 集數：45（原定為26集，因收視理想，添食19集）
- 主持：曾志偉、錢嘉樂、阮兆祥、王祖藍
- 編導：林沛昌
- 曾出現遊戲：鐵甲無敵踩住上、鐵甲無敵夾波波、鐵甲無敵呼拉圈、鐵甲無敵啤啤夫、鐵甲無敵冇句真、鐵甲無敵獨木穚、鐵甲無敵馬拉松、鐵甲無敵close the door、鐵甲無敵小忌廉、鐵甲無敵爆波波、鐵甲無敵大咕窿、鐵甲無敵扮哂嘢、鐵甲無敵攪乜東、鐵甲無敵攞大獎（幸運骰、大話骰）
- 節目由東方紅野山靈芝膠囊贊助。

本輯為首度跟馬來西亞Astro華麗台合作的一輯，其中四集於馬來西亞進行拍攝。本輯亦被視為獎門人「再度出山」之作。

## 慈善版 - 博愛無敵獎門人
- 播出日期：2009年
- 主持：曾志偉、錢嘉樂、阮兆祥、王祖藍
- 編審：陳鳳珊

## 聯乘篇 - 無敵獎門人惡鬥美女廚房
- 播出日期：2009年11月1日（星期日，晚上20:00-22:30）
- 主持：曾志偉、錢嘉樂、阮兆祥、王祖藍
- 監製：陳志球
- 節目由康泰旅行社特約，並與亞洲電視播放的2009年亞洲小姐決賽競爭收視

## 第九輯前 - 超級遊戲獎門人大爆發
- 播出日期：2010年4月18日（星期日，晚上20:00-20:30及22:30-23:45）
- 主持：曾志偉、錢嘉樂、金剛、江欣燕、王志安@EO2
- 節目由板長壽司特約，並與亞洲電視播放的第二十九屆香港電影金像獎頒獎典禮競爭收視。
- 曾出現遊戲：超級遊戲Short Short哋、超級遊戲爆波波、超級遊戲大電視、超級遊戲我至勁、超級遊戲IQ王、超級遊戲開口中、超級遊戲保齡球

| 嘉賓 | 森美、小儀、HotCha、洪天明、吳家樂、梁靖琪、湯盈盈 |

### 收視
以下為本節目於香港無綫電視翡翠台及高清翡翠台之收視紀錄：
| 日期          | 平均收視 |
| ------------- | -------- |
| 2010年4月18日 | 25 點    |

## 第九輯 - 超級遊戲獎門人
- 播出日期：2010年4月25日 至 2010年11月21日（逢星期日晚上21:00-22:00）
- 集數：28
- 主持：曾志偉、錢嘉樂、金剛、江欣燕、王志安@EO2
- 演出助手：曾愛媚、江梓瑋
- 編導：陳蕙蘭
- 曾出現遊戲：超級遊戲Short Short哋、超級遊戲爆波波、超級遊戲大電視、超級遊戲我至勁、超級遊戲IQ王、超級遊戲啜乒乓、超級遊戲開口中、超級遊戲打保齡、超級遊戲坐波波、超級遊戲齊齊跑、超級遊戲順口噏、超級遊戲搭錯線、超級遊戲食烏冬、超級遊戲食熱狗、超級遊戲蒙啜啜、超級遊戲估歌仔、超級遊戲搵啖食、超級遊戲Boom Cha Cha、超級遊戲私人醒
- 節目由板長壽司贊助

## 第九輯後 - 獎門人暑假旅行團
- 播出日期：2011年
- 主持：曾志偉

## 第十輯 - 超級無敵獎門人 終極篇
- 播出日期：2013年5月26日 至 2014年1月12日（逢星期日晚上21:00-22:00）
- 集數：31
- 主持：曾志偉、錢嘉樂、林曉峰、金 剛、阮兆祥、江欣燕、王祖藍、王志安、陳小春、蘭 茜
- 節目原先叫「全城遊戲獎門人」，後改名，並一度定為最後一輯。
- 節目先舉行一個「歷年獎門人之最」的頒獎禮，向第一至九輯中的嘉賓致敬，一同重溫當中的經典片段。隨後，每集節目會邀著名的藝員明星大玩獎門人系列中的經典遊戲以及今輯的全新遊戲，希望不同年齡層的家庭觀眾也可以在派對和玩樂中大玩節目中的遊戲，嘉賓亦可在節目中贏取豐富的獎金、獎品。
- 本輯節目中，獎門人及獎老會帶同一眾藝員到海外幾個地方進行不同類型的遊戲和比試，把歡樂帶至全世界。
- 曾志偉一度明言本輯完結後不會再當「獎門人」
- 節目由蘇寧電器贊助

## 第十一輯 - 開心無敵獎門人/（各類型的）獎門人感謝祭
- 播出日期：2022年7月31日至2023年1月1日（逢星期日晚上20:30-21:30）、2023年1月15日（星期日）（晚上20:30-21:30）、2023年1月21日（星期六）（晚上20:30-21:30）、2023年3月3日（星期五）（晚上20:30-21:30）、2023年4月16日（星期日）（晚上20:30-21:30）、2024年2月23日（星期五）（晚上21:30-22:30）、2024年3月17日（星期日）（晚上20:00-21:00）、2024年5月12日（星期日）（晚上20:00-21:30）
- 集數：39（已拍攝、播放）
- 主持：曾志偉、錢嘉樂、林曉峰、蘭茜、阮兆祥、麥美恩、吳嘉儀、程浩駿 、林穎彤、林秀怡、徐文浩、徐麟、金剛、林正峰
- 助手： 湯之欣、周百恩、葉衍佑
- 監製：陳志球、劉詩樺
- 編審：陳燕華
- 編導：林沛昌
- 節目由奇華餅家贊助
- 節目巡禮時暫稱「獎門人開心萬歲」，後改名
- 本輯獎門人其中多集在同屬電視廣播有限公司旗下網購平台鄰住買冠名贊助下以各類型的獎門人感謝祭為節目名稱播放
- 本輯為獎門人系列歷來第一輯於主要部分名義上最後一集播出後仍然持續以該輯所有方式有新集數錄影及播出的（本輯原本以2023年1月1日播出名為「終極篇」的一集作名義上最後一集）；然而，節目主持人曾志偉於第24集「獎門人Ladies First感謝祭」曾表示本節目由當時起最好可以每月一次以各類型獎門人感謝祭方式播出一集

## 商標
2021年12月底，有網民翻查知識產權署網站時，無意發現TVB的主要競爭對手ViuTV早在2018年註冊「獎門人」商標。曾志偉受訪時表示可能對方最初想邀請其主持節目，但其後ViuTV已無條件放棄該商標，由TVB買回並重新登記。

## 爭議
節目中的大部分遊戲均被揭發涉嫌抄襲台灣、日本等地的同類型綜藝節目，但因為遊戲玩法經過改良，加上本地化的題目，部份遊戲（如「大電視」、「石春路」等）更經常改變玩法，給予觀眾新鮮感，所以仍受大眾歡迎。
節目中不少遊戲及處理手法被指意識不良、動作不雅、浪費食物、不尊重女性。有校長更批評節目中一些兩性遊戲意識不良，影響青少年價值觀及兩性相處的態度。

## 外部連結
- MyTV 鐵甲無敵獎門人[永久]
- 超級遊戲獎門人大爆發 （页面存档备份，存于）
- 超級遊戲獎門人 （页面存档备份，存于）